# Site antique de Plovdiv
Le site antique de Plovdiv comprend les vestiges de l'antique Pulpuveda des Thraces, la cité grecque dénommée Philippopolis renommée Trimontium sous les Romains, jusqu'à la Chrétienté des premiers siècles. 

## Histoire

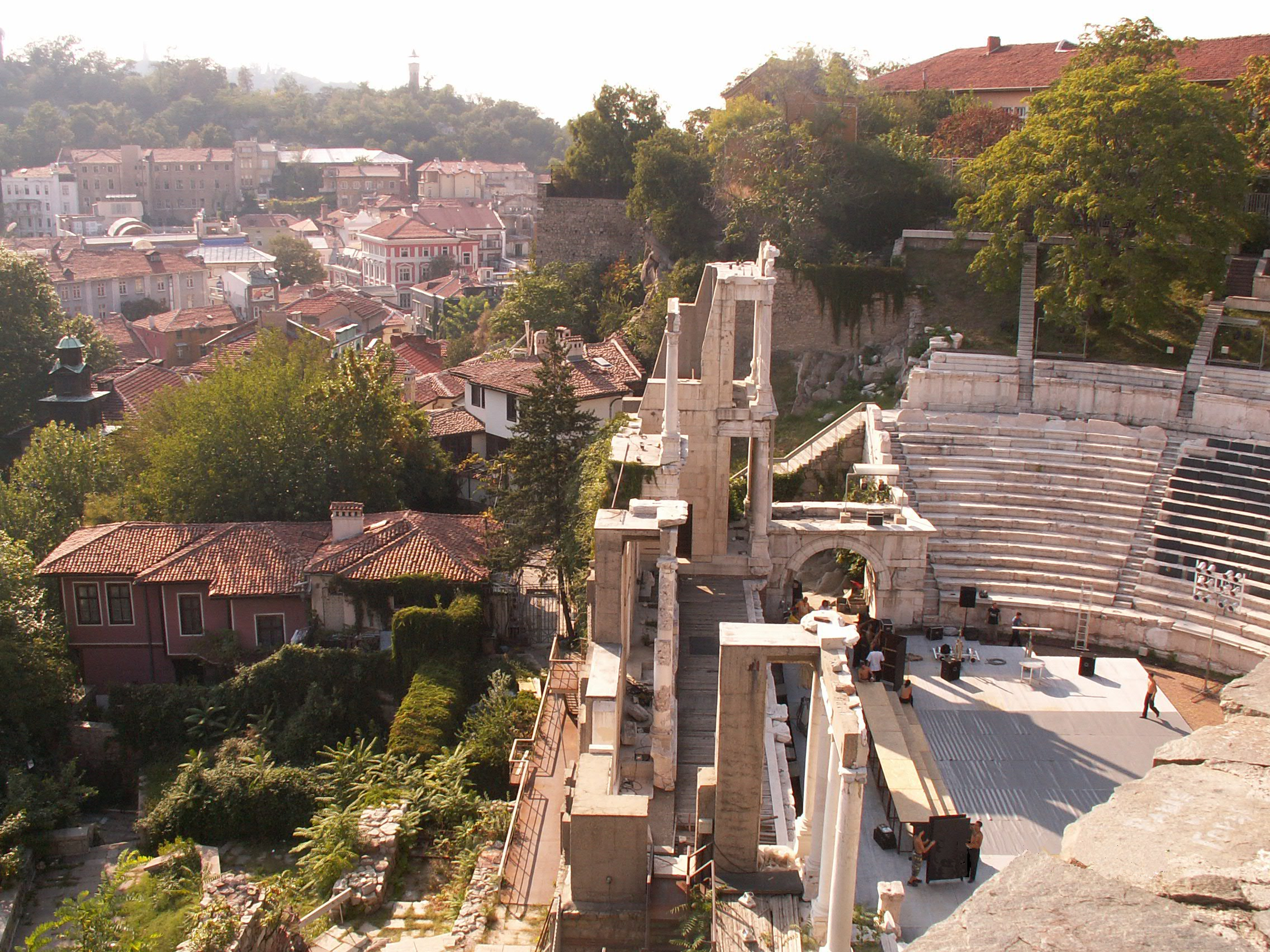
Scène du théâtre romain

Plovdiv est habitée il y a environ 6 000 ans avant Jésus-Christ par une colonie thrace Son nom thrace est Pulpudeva du nom de la plaine entourée de sept collines,
Une civilisation mycénienne s'épanouit  à cet endroit. Plovdiv était alors une ville fortifiée thrace appelée Eumolpias par les Grecs.
Elle est conquise en 342 av. J.-C. par Philippe II de Macédoine, père d'Alexandre le Grand, qui la renomme en cité de Philippe '(Philippopolis)
À l'époque hellénistique elle devient indépendante dans le cadre des royaumes thraces, jusqu'à son intégration finalement dans l'Empire romain, sous lequel elle est appelée Trimontium (« ville des trois collines »). Elle devient alors la capitale de la province de Thrace (Thracia). Trimontium était un carrefour important dans l'Empire romain. 
La ville romaine était traversée par la Via Militaris, la plus grande route militaire de la péninsule balkanique. Ce fut l'une des époques les plus brillantes de l'histoire de la ville. Trimontium était construit sur trois collines avec de nombreux bâtiments publics, des mausolées, des thermes et un théâtre. De nombreux vestiges de la période romaine sont encore visibles en centre-ville, comme le théâtre et l'odéon romains, ou l'extrémité du stade romain, sous l'actuelle rue principale. On a également retrouvé des monnaies de bronze des IIe et IIIe siècles dont les inscriptions en grec mentionnent le nom de la ville de Philippopolis et celui du gouverneur romain de Thrace qui avait ordonné leur frappe

## Vestiges archéologiques

### Établissement de l'âge du bronze
La colline de Nebet Tepe conserve des vestiges du village préhistorique et de la cité thrace d'Eumolpias, remontant au XIIe siècle av. J.-C. Des murailles ont été dégagées, entourant un temple et un palais. Les parties les plus anciennes de cette fortification sont en appareil cyclopéen de gros blocs de syénite.

### Théâtre romain

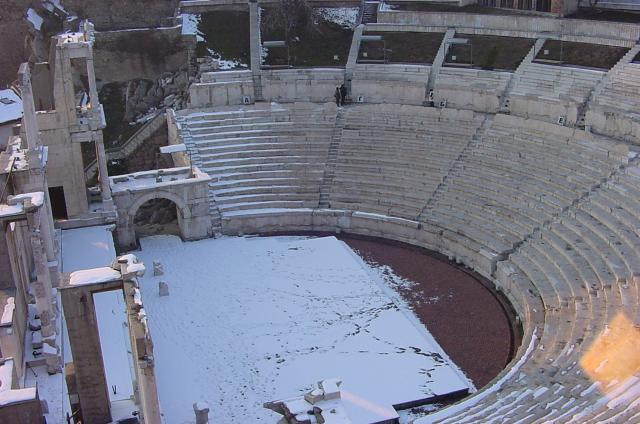
Cavea et scène du théâtre romain

Le théâtre romain de Plovdiv est l'un des plus célèbres monuments de Bulgarie. Il a été construit au début du IIe siècle, sous le règne de Trajan. Orienté au sud, il est adossé à un creux entre les deux collines de Djambaz Tepe et Taksim Tepe. Il forme un arc de cercle extérieur de 82 m.
La cavea est divisée en deux niveaux séparés par une allée semi-circulaire (diazoma). Les sièges des spectateurs (cavea) entourent la scène - l’orchestra - qui a la forme d’un fer à cheval de 26,64 mètres de long. Le niveau inférieur compte 14 rangées de gradins ; sept escaliers déterminent verticalement six sections. Le niveau supérieur est très incomplet, paratiquement réduit aux fondations. Le théâtre pouvait accueillir 3 500 spectateurs. La scène reconstituée (anastylose) comprend deux étages de colonnades décorées de frises, corniches et statues.
Le théâtre a été fouillé et restauré entre 1968 et 1984, sous la direction de L. Botucharova et V. Kolarova. Il est devenu une attraction touristique majeure, au centre de nombreux événements comme le festival Verdi et le festival de folklore international.
- Théâtre romain de Plovdiv : 42° 08′ 49″ N, 24° 45′ 00″ E

### Odéon romain

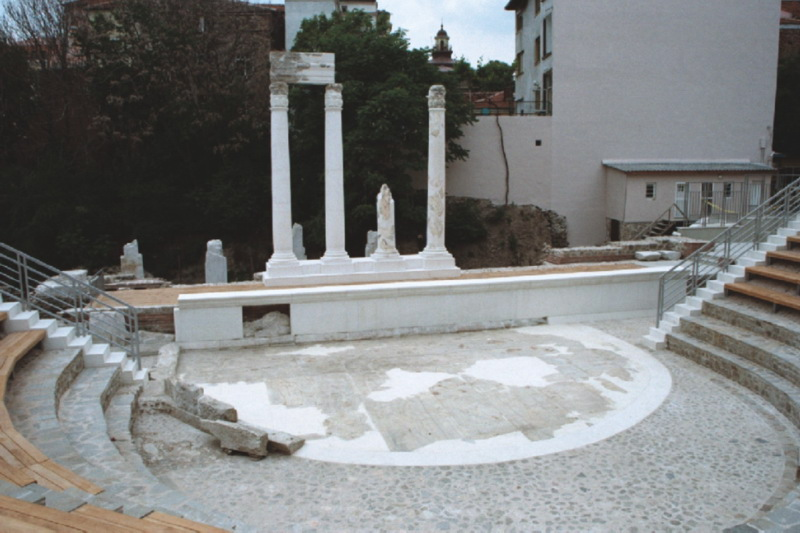
Odéon romain

La ville romaine possédait aussi un odéon, un peu au sud du théâtre. Il a été construit au IIe siècle comme bouleutérion (salle du conseil), et plus tard reconverti en une salle de spectacles pouvant accueillir 350 spectateurs. Il a été restauré en 2004 : des spectacles de théâtre et de musique y sont représentés chaque été.
- Odéon romain de Plovdiv : 42° 08′ 37″ N, 24° 45′ 01″ E

### Forum romain
Le forum romain, entre l'odéon et le bâtiment de la poste centrale, a été commencé sous le règne de Vespasien et achevé au IIe siècle. Le forum, où convergeaient toutes les rues de l'ancienne cité, accueillait, sur une surface de 11 ha, des  boutiques et des monuments publics.

### Stade romain

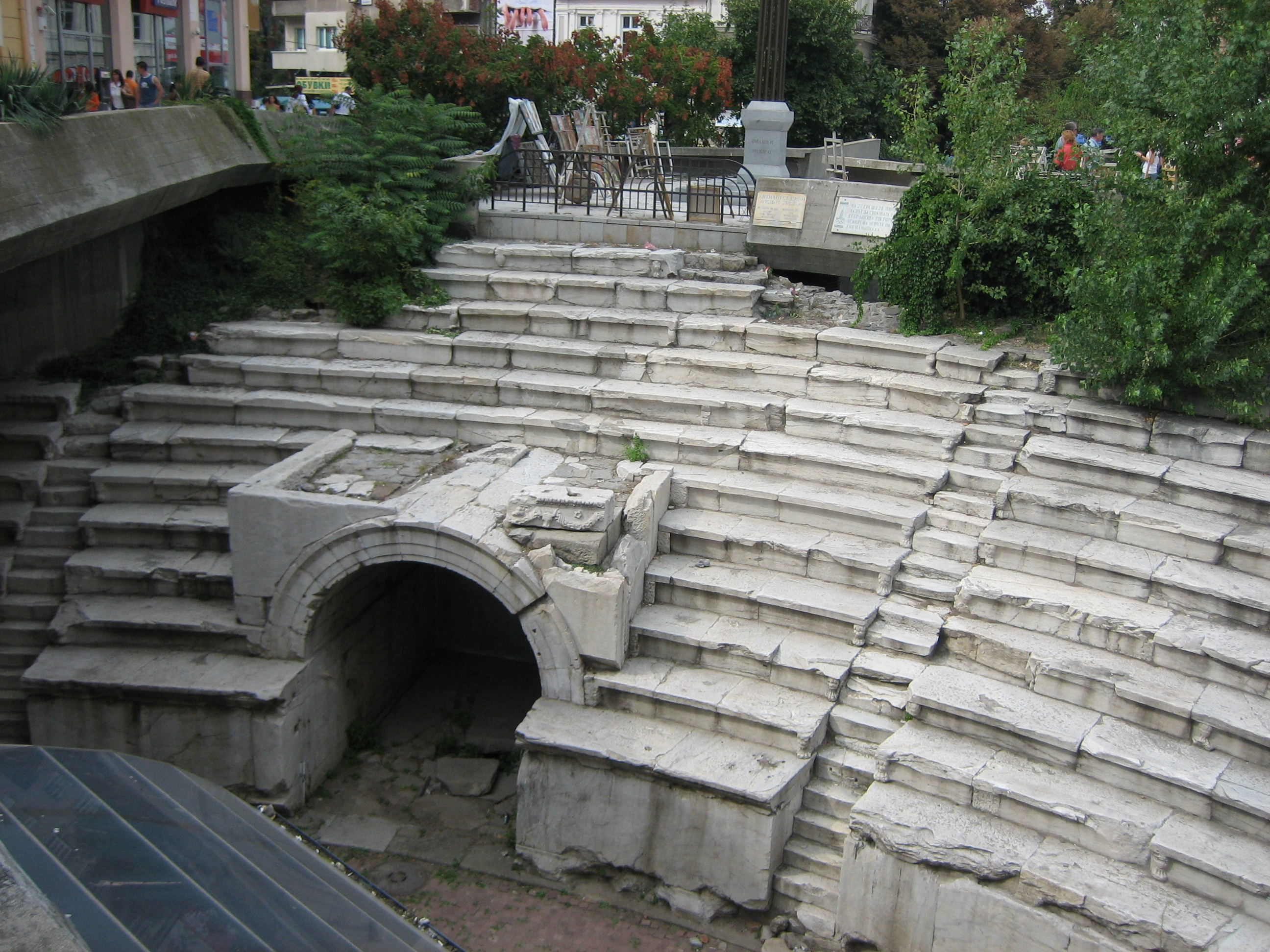
Vestiges du stade romain

Le stade romain est situé entre Sahat Tepe et les Trois Monts, sous la place moderne et centrale de Djoumaïa. Il a été construit sur le modèle du stade de Delphes et pouvait accueillir 30 000 spectateurs. Seule une petite portion de 13 étages de gradins de la sphendonè a été dégagée en bordure de la place. Tout le reste du stade est encore enterré sous les rues et les immeubles alentour.
Stade romain de la place Djoumaïa : 42° 08′ 52″ N, 24° 44′ 52″ E

### Complexe archéologique d'Irène
Cet ensemble archéologique, situé sur la partie nord des Trois Collines, comprend des vestiges d'un édifice du IIIe - IVe siècle, avec des mosaïques polychromes de style géométrique. Irène est le nom chrétien d'une certaine Pénélope, vierge de Mégadon convertie au christianisme.